# Zander Geringer
Zander Geringer (10 de enero de 1993) es un deportista sudafricano que compite en lucha estilo grecorromano, ganador de una medalla de bronce en el Campeonato Africano de Lucha de 2016.

## Palmarés internacional
| Campeonato Africano | Campeonato Africano | Campeonato Africano | Campeonato Africano |
| Año                 | Lugar               | Medalla             | Categoría           |
| ------------------- | ------------------- | ------------------- | ------------------- |
| 2016                | Alejandría (Egipto) | Medalla de bronce   | 75 kg               |